# Tetney
Tetney – wieś w Anglii, w hrabstwie Lincolnshire, w dystrykcie East Lindsey. Leży 47 km na północny wschód od Lincoln i 221 km na północ od Londynu.